# Stugeta olalae
Stugeta olalae är en fjärilsart som beskrevs av Stoneham 1934. Stugeta olalae ingår i släktet Stugeta och familjen juvelvingar. Inga underarter finns listade i Catalogue of Life.